# Kerry Minnear

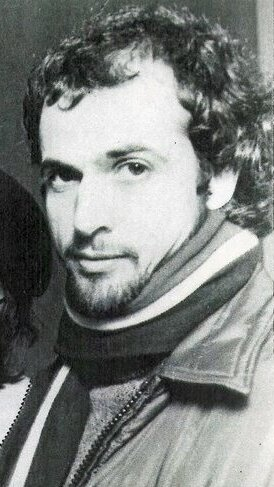
Kerry Minnear etwa 1977

Kerry Churchill Minnear (* 2. Januar 1948 in Salisbury, England) ist ein britischer Musiker.
Kerry ging auf die City of Bath Boys School und die Blanford Forum Grammar School. Nach Kursen beim National Youth Orchestra und einem dreijährigen Musikstudium auf der Royal Academy of Music stieß Minnear 1970 als Keyboarder zu der Progressive-Rock-Gruppe Gentle Giant, wo er bis 1980 eine treibende kompositorische Kraft war.
Gerade die klassisch angehauchten Passagen der Musik stammten häufig aus seiner Feder und gaben der Band ihren unverwechselbaren Stil. Darüber hinaus sang Minnear neben Derek Shulman viele Stücke der Band und war sowohl für virtuoses Keyboardspiel als auch außergewöhnliche Vibraphon-Soli bekannt. Zudem spielte er unter anderem Cello, Xylophon, Blockflöte, Gitarre, Bass und Schlagzeug.
Heute lebt Kerry Minnear zusammen mit seiner Frau Leslie in den Midlands in England. Die beiden führen das Label Alucard Music, das die Interessen von Gentle Giant vertritt. Er arbeitet auch an Solo-Projekten und Computerspiel-Musik.
Minnear hat einen Sohn Samuel und eine Tochter Sally, die auch Cello spielt.